# 東京立正短期大学
東京立正短期大学（とうきょうりっしょうたんきだいがく、英語: Tokyo Rissho Junior College）は、東京都杉並区堀ノ内2-41-15に本部を置く日本の私立大学。1926年創立、1966年大学設置。

## 概観

### 大学全体
- 東京都杉並区に所在する日本の私立短期大学で、設置主体は学校法人堀之内学園[1]。
- 1966年に英米語科のみの入学定員100名体制の女子短大だったが[2]、2005年度に共学化された。立正大学と教育提携している。日蓮宗の日圓山妙法寺の山主であった岡田帰人上人により創設された堀之内学園が運営主体となっている。

### 建学の精神（学訓・理念・学是）
- 建学の精神：人の心のうちに塔を建てよう
  - 妙法寺に五重塔を建設しようという計画が持ち上がった際、日圓山妙法寺山主岡田日歸上人の「堂塔の建立よりも人の心のうちに塔を築きたい」との願いから学園が創設された。
- 教育の基本理念：生命の尊重、慈悲・平和

### 教育および研究
- 東京立正短期大学には現代コミュニケーション学科を擁し、保育者（幼稚園教諭・保育士）を養成する幼児教育専攻と主に旧来の英語科を改組した現代コミュニケーション専攻からなっている。現代コミュニケーション専攻は、心理、ビジネス、観光の3コースからなっている。

### 学風および特色
- 小規模のため、とてもアットホームである。
- 両専攻共に担任制を採用しており、1クラス10～20名ほどの少人数制である。

## 沿革
- 1926年
  - 12月29日 立正高等女学校の設置が認可される[3]。
- 1966年
  - 1月25日 左記を以て文部省[注 1]より短期大学の設置が認可される[4]。
  - 4月1日 東京立正女子短期大学（とうきょうりっしょうじょしたんきだいがく）として以下の学科体制にて開学。
    - 英米語科 入学定員100名

  - 5月1日 学生数[5]/定員[6]
    - 英米語科 92[注釈 1]/100
- 1992年
  - 5月1日 学生数[7]/定員
    - 英米語科 320[注 2]/200
- 1999年
  - 5月1日 学生数[9]/定員
    - 英米語科 204[注釈 1]/200
- 2001年
  - 4月1日 英米語学科を英語コミュニケーション学科に改称[10]。
- 2002年
  - 4月1日 英語コミュニケーション学科を現代コミュニケーション学科に改組[11]。
- 2004年
  - 3月31日 旧来の英語コミュニケーション学科を廃止する[12]。
- 2005年
  - 4月1日 共学化し東京立正短期大学と改称し、現代コミュニケーション学科の入学定員を100→80に減員[13]。
  - 同 専攻科に以下の専攻課程を置く。
    - 現代コミュニケーション専攻 入学定員40名[14]
- 2006年
  - 4月1日 現代コミュニケーション学科を以下の専攻課程に分離する[15]。
    - 現代コミュニケーション専攻 入学定員50名
    - 幼児教育専攻 入学定員30名
- 2008年
  - 4月1日 専攻科現代コミュニケーション専攻を幼児教育専攻に改組し、入学定員を40→50に増員[16]。
- 2021年 学生数：246名

## 基礎データ

### 所在地
- 東京都杉並区堀之内2-41-15

### 交通アクセス
- 東京地下鉄丸ノ内線新高円寺駅下車。

### 象徴
- 右記資料を参照[17]

## 教育および研究

### 組織
- 現代コミュニケーション学科 入学定員100名
  - 現代コミュニケーション専攻 入学定員50名
    - ビジネスコース
    - 心理コース
    - 観光コース

  - 幼児教育専攻 入学定員30名

#### 専攻科
- 専攻科 幼児教育専攻（1年課程）

#### 別科
- なし

#### 研究
- 『東京立正女子短期大学紀要』[18]
- 『東京立正女子短期大学論叢』[19]

#### 併設校
- 東京立正中学校・高等学校
- 東京立正保育園

#### 取得資格について
保育士資格と幼稚園教諭二種免許状の課程が幼児教育専攻にて設置されている。
- 幼児教育専攻：幼稚園教諭二種免許状、保育士資格、児童厚生2級指導員
- 幼児教育専攻科：保育士資格、病児保育スペシャリスト、認定ベビーシッター、ネイチャーゲームリーダー
- 現代コミュニケーション専攻：MOS Excel、MOS Word、日商PC検定、日本語検定、漢字能力検定、ピアヘルパー、秘書技能検定、全経簿記検定、TOEIC、英語能力検定、観光英検、ハングル能力検定、医療事務、国内旅行業務取扱管理者、国内旅程管理主任者（添乗員）、世界遺産検定

- 現代コミュニケーション専攻の前身である英米語科においては、中学校教諭二種免許状（英語）の課程が設けられていた[注 3]

## 学生生活

### 部活動・クラブ活動・サークル活動
- 東京立正短期大学のクラブ活動には、軽音楽部、調理部、保育研究部、イラスト部、女子バレーボール部、女子バスケットボール部、女子バドミントン部、スポーツ部（男女）などがある。
- 東京立正短期大学には、学生自治会「紫友会（しゆうかい）」がある。

### 学祭
- 東京立正短期大学の学園祭は「WISTERIA FESTIVAL」と呼ばれ毎年、概ね10月に行なわれている。

## 施設

### キャンパス内
- 講堂
- 図書館
- 学生ホール
- 学生食堂
- 第一グラウンド
- 第二体育館

### キャンパス外
- 湯の丸高原荘：長野県東御市にある学外施設。1993年に設置されたが、2015年に廃止された。

## 対外関係

### 他大学との協定
- 立正大学（教育提携）
- 桜美林大学、鎌倉女子大学、北里大学、国士舘大学、相模女子大学、松陰大学、高千穂大学、玉川大学（首都圏西部単位互換協定）

#### 韓国
- ペジェ大学

## 社会との関わり
- 科目等履修生制度
- 公開講座
- 地域のボランティア活動：設立母体である妙法寺夏まつりに参加している。地域の小学生に対し、学習指導やスポーツ活動の支援を行なっている。杉並区や、和田商店街、妙法寺門前商店街の各種企画にも参加している。

## 卒業後の進路について

### 編入学・進学実績
- 現代コミュニケーション学科（2015～2020年度）
  - 幼児教育専攻：目白大学、埼玉学園大学ほか
  - 現代コミュニケーション専攻：（国公立大学）島根大学、都留文科大学　（私立大学）大妻女子大学、鎌倉女子大学、駒澤大学、駒沢女子大学、相模女子大学、大正大学、高千穂大学、中央大学、東京経済大学、東京富士大学、東洋大学、東洋学園大学、日本大学、目白大学、立正大学ほか